# Nymphicula mesorphna
Nymphicula mesorphna is een vlinder uit de familie van de grasmotten (Crambidae), uit de onderfamilie van de Acentropinae. De wetenschappelijke naam van deze soort is voor het eerst gepubliceerd in 1894 door Edward Meyrick.
De soort komt voor in Myanmar en Japan (Amami-eilanden).